# Ken Ōyama
Ken Ōyama (大山顕, Ōyama Ken)), né le 3 novembre 1972, est un photographe japonais, auteur, éditeur et artiste de télévision né dans la préfecture de Saitama, au Japon, et élevé dans la préfecture de Chiba. Diplômé en 1998 de l'université de Chiba, il intègre Matsushita Corporation (sous le nom Panasonic). Après dix ans dans l'entreprise, il la quitte pour poursuivre son travail photographique. Ses albums photos publiés sont principalement liés aux bâtiments et aux paysages urbains.

## Albums
- ジャンクション (« Jonction ») 2007
- 団地の見究 (« Danchi (en) Visual Study ») 2008
- 団地さん (« Danchi san ») 2008
- 高架下建築 (« Buildings under the overpass ») 2009
- 共食いキャラの本 (« Cannabilism Character's Book ») 2009